# 川島茉樹代
川島茉樹代（日语：／ Kawashima Makiyo，1984年6月12日—），漢名林佳樹，以藝名為人所知，是一名出生於日本，在臺灣發展的歌手、演員、通告藝人。

## 生平
川島茉樹代出生於神奈川縣橫濱市，其父為日本黑道成員，母親是台灣人，另外還有兩個姐姐。10歲時跟隨母親回台灣，就讀於台北日僑學校小學、中學學習華語，台北日僑學校中學輟學。
2000年因接拍Panasonic手機GD-90廣告而受矚目，隨後推出第一張個人同名專輯，開始演藝生涯。後轉型至娛樂節目主持人，並接拍多部電視劇。 2003年因大S赴中國大陸拍攝《倩女幽魂》，代班《娛樂百分百》，成為小S好友，後加入大小S姐妹淘「七仙女」。
2012年，因酒醉毆打計程車司機而重創演藝事業。2013年1月受邀表演尾牙復出，酬勞全數捐出。2013年8月24日，Makiyo在台灣連續劇《真愛無悔》飾演癌症末期患者，在開拍會現場剪髮。2016年嘗試轉往中國大陸，但發展不順。2017年起回流台灣。

## 感情生活
2006年耶誕夜在台灣演藝圈爆發吸毒事件期間遠赴國外，曾一度傳出是為愛私奔，跟隨前任男朋友邱舜Milton（邱復生之子）到美國舊金山生活，一度跟好友和母親失去聯絡，直至2007年7月才返回台灣，重新投入工作。
2022年5月19日宣布懷孕，5月20日與医美业投资人金翊翔登記結婚，10月30日產下一子。2023年7月14日兩人已簽字離婚。

## 音樂作品

### 音樂專輯
| 發行日期       | 專輯名稱               | 語言       | 唱片公司          | 曲目 |
| -------------- | ---------------------- | ---------- | ----------------- | --- |
| 2000年6月2日   | 《Makiyo同名專輯》     | 國語       | 老鷹音樂 福茂唱片 | 曲目 1. 養我一輩子 2. 存錢 3. 我每天許下同一個心願 4. 壞東西 5. 還給你 6. 初戀 7. 練習 8. 先愛了再說 9. 輕鬆愛一下 10. 大聲說再見 |
| 2001年12月     | 《天天說愛我》         | 國語       | 老鷹音樂 福茂唱片 | 曲目 1. 天天說愛我 2. 為什麼 3. 球鞋 4. 打掃 5. 玩笑 6. 好奇 7. 越來越遠 8. 吵架 9. 還是要說再見 10. 暗戀 |
| 2002年6月      | 《再見17歲》           | 國語、日語 | 老鷹音樂 福茂唱片 | 曲目 1. 還是要說再見 2. My Love Song 3. 養我一輩子 4. 綽號 5. 球鞋 6. 暗戀 7. 好奇 8. 我每天許下同一個心願 9. 為什麼 10. 初戀 11. 天天說愛我 12. 存錢 13. 練習 14. 還給你 15. 越來越遠 16. 壞東西 |
| 2003年9月      | 《Sign of Wish》       | 日語       | EMI               | 曲目 1. sign of wish 2. 風吹的地方 3. 隧道 |
| 2003年         | 《NEGAI心願》          | 日語       | EMI               | 曲目 1. NEGAI心願 2. 凸凹 |
| 2004年2月      | 《花園心事（garden）》 | 日語       | EMI               | 曲目 1. Ready? 2. Sign Of Wish 3. 心願（negai，作詞作品） 4. 直到櫻花盛開時（桜咲くまで，Album Version，作詞作品） 5. 隧道（トンネル，My Mix，作詞作品） 6. 夢想的碎片（夢のカケラ，與オオヤギ ヒロオ作詞作品） 7. 雨（作詞作品） 8. ANSWER（作詞作品） 9. 最愛的人（大事なひと，作詞作品） 10. 那一片雲（あの雲まで，作詞作品） 11. 風吹的地方（風の吹く場所，作詞作品） 12. Continued.... |
| 2004年4月      | 《直到櫻花盛開時》     | 日語       | EMI               | 曲目 1. 直到櫻花盛開時（作詞作品） 2. Spring 3. 直到櫻花盛開時（演奏版） 4. Spring（演奏版） |
| 2004年7月9日   | 《魔術代》             | 國語       | 維京音樂          | 曲目 1. 愛情來哩 2. 粉紅色樂團 3. 小鹿藏刀 4. 別以為 5. 你到底 6. 我只想到你 7. 走開！你哪位 8. 你這樣不對喔 9. 你是我的 10. 藍色天空 |
| 2011年8月26日  | 《夜電 Girls Power》   | 國語       | avex              | 曲目 1. 戀愛潛規則 2. Wake up(feat.許孟哲)（第一波主打） 3. 樂天派 4. 夜電（第二波主打） 5. FOR MY HUSBAND (謝謝你愛我)（第三波主打） 6. Kiss Me Baby 7. I Love You Dance 8. ONLY GIRL 9. 生日快樂(feat.許孟哲) 10. 幸福進行曲 |
| 2015年11月12日 | 《莫言》單曲           | 國語       |                   | 曲目 1. 女神駕到 2. 站在雲端上 |

## 主持作品

### 電視節目
| 年度     | 播出频道   | 節目名稱           | 备注                   |
| 年份不明 | 緯來       | 哈啦新幹線         |                        |
| 2000年   | 中視       | 我猜我猜我猜猜猜   | 代班                   |
| 2001年   | 華視       | TV三賤客           |                        |
| 2001年   | 東森幼幼台 | 哇列快譯通         |                        |
| 2002年   | 華視       | 亞洲電玩ASIA GAME  |                        |
| 2002年   | 東風       | FUN什麼東西        |                        |
| 2002年   | 八大綜合台 | 娛樂百分百         | 周六、周日主持人       |
| 2002年   | 總統府     | 夢想起飛活力新台灣 | 跨年演唱會主持人       |
| 2005年   | 八大綜合台 | 男生女生配         |                        |
| 2005年   | 八大綜合台 | 大明星運動會       |                        |
| 2006年   | 緯來       | 網路e點靈          |                        |
| 2006年   | 中天娛樂台 | 美麗達人           |                        |
| 2006年   | 中視       | 我猜我猜我猜猜猜   | 代班                   |
| 2007年   | 東森綜合台 | 無敵星鮮人         |                        |
| 2007年   | 中視       | 我猜我猜我猜猜猜   | 代班                   |
| 2008年   | Channel V  | 模范棒棒堂         | 代班堂主（代班主持人） |
| 2012年   | 超視       | 我愛男子漢         | 客座主持               |

## 演出作品

### 電視劇
| 年度   | 播出频道 | 劇名            | 角色       | 备注 |
| 2000年 | 華視     | 女生向前走      | 粉粉       |      |
| 2001年 | 台視     | U-TOUCH感應拍檔 | 幸子       | 客串 |
| 2002年 | 華視     | U-TOUCH四號宿舍 | 葉嘉嘉     |      |
| 2006年 | 三立     | 住左邊住右邊    | Makiyo     | 客串 |
| 2007年 | 民視     | 愛情兩好三壞    | 臨時算命師 | 客串 |
| 2010年 | 中國     | 愛情公寓第二季  | 奈奈子     | 客串 |
| 2010年 | 民視     | 泡沫之夏        | 主持人     | 客串 |

### 網際網路劇
| 年度   | 播出频道 | 片名      | 角色 | 备注 |
| 2014年 | 中國大陆 | 屌丝男士3 |      | 客串 |

### 動畫配音
| 年度   | 片名                        | 角色 |
| 2005年 | 鴿戰總動員（Valiant）中文版 |      |

### 電影
| 年度   | 片名          | 角色 |
| 2011年 | 樂之路 (電影) |      |
| 2014年 | 下一站再愛你  | 阿貓 |

## 出版作品

### 書籍
| 年度   | 书名                               | 出版社   | ISBN               |
| 2001年 | 《MAKIYO幸福日語》                 | 平裝本   | ISBN 957803332X    |
| 2002年 | 《ByeBye再見17歲》                 | 平裝本   | ISBN 9578033796    |
| 2003年 | 《MAKIYO俏麗美人書》               | 平裝本   | ISBN 9578034261    |
| 2004年 | 《魔力美人魔術代》                 | 平裝本   | ISBN 9578034849    |
| 2006年 | 《MAKIYO豐胸翹臀私房書》           | 平裝本   | ISBN 9578035608    |
| 2006年 | 《吃了會快樂的菜》（與媽媽合著）   | 科寶文化 | ISBN 9867110943    |
| 2007年 | 《對不起，蹺班去愛 - 消失的183天》 | 平裝本   | ISBN 9789578036468 |
| 2008年 | 《川島茉樹代——日本絕色美景》       | 凱特文化 | ISBN 9789868414303 |

## 爭議

### 計程車司機被重傷害風波
2012年2月2日，Makiyo與日本籍男性友人友寄隆輝（友寄案後受訪時表示與川島為「以結婚為前提交往」男女朋友，且當夜兩人在飯店同宿，但此點與Makiyo本人筆錄時說法不同，Makiyo母親則否認）於酒後捲入毆打計程車司機事件。2月4日Makiyo召開記者會，指控計程車司機襲胸，友寄指不排除對司機提出傷害告訴，與重傷司機家屬對案發情況認知明顯不同。調查期間，友寄與Makiyo等涉案人等公開發言推託反覆，Makiyo罹癌化療的母親則多次出面代女道歉。受害司機處於急救期間，其妻子對涉嫌毆打致重傷的友寄以及酒後以腳踹車的乘客提出毀損告訴。嫌疑人友寄隆輝案發後表示願一肩扛起責任，但始終未鬆口對司機本人表示道歉，受訪時也不斷強調曾目睹司機襲擊Makiyo胸部，並表示未以腳踹擊受害司機頭部。但隔天受害者委任律師方提出有鞋印的帽子，並指為證物。之後經媒體多日報導，踹人錄影帶、錄音帶陸續曝光，證實Makiyo亦涉嫌對林姓司機施暴，並教唆友寄毆打司機，經檢方偵查後提起重傷害告訴，求刑四年。2012年2月16日，Makiyo被廢止外國人工作證，三年內不准在台工作（公益活動除外）。2012年4月26日，一審依普通傷害罪判10個月徒刑、緩刑3年，友寄1年徒刑、緩刑4年。2012年6月，Makiyo取得中華民國國籍。2012年8月1日，二審維持原判，全案定讞。
此案導致Makiyo遭廣泛抵制，代言盡失。為了籌措賠償金，Makiyo媽媽將醫療費用於補貼計程車司機民事賠償金。2013年1月，Makiyo被邀請表演尾牙，酬勞全數捐出。

### 陳建州事件假聲明
2023年6月29日晚，Makiyo在Facebook上表示與藝人陳建州認識以來他都滴酒不沾，為其性侵風波緩頰。然而，Makiyo多年前曾在節目中爆料，黑人喝醉後常常不受控、亂親人，包含自己、吳佩慈等人都是受害者。雖然當時黑人表示自己完全沒印象，還問「范范姐在不在？」Makiyo回應「不管在不在都親」，讓一旁的王宏恩聽完驚呼「陳建州你這個狼心狗肺！」

## 外部連結
- Makiyo new 川島茉樹代的Facebook專頁
- 川島茉樹代MAKIYO的新浪微博
- 川島茉樹代在互联网电影资料库（IMDb）上的資料（英文）
- 川島茉樹代在香港影庫上的簡介